# Triunghiul de autostrăzi Rocquencourt
Triunghiul de autostrăzi Rocquencourt este un nod rutier din departamentul francez Yvelines. Deschis în 1950, este primul de acest tip construit în Franța.

## Istorie
Construcția triunghiului de autostrăzi Rocquencourt, care a început în 1937, a fost abandonată la începutul celui de-al Doilea Război Mondial. Acesta trebuia să includă un monument, Semnalul celor Trei Provincii, al cărui soclu încă există în mijlocul nodului rutier.
Denumirea sa este oarecum improprie, deoarece aproape întreaga structură se află pe teritoriul comunei Bailly. Confuzia a apărut din cauza accesului la autostrada A13 de pe drumul național 186. Acest acces la autostradă se află la aproximativ 500 de metri de extremitatea estică a nodului rutier și este, într-adevăr, situat pe teritoriul comunei Rocquencourt (Le Chesnay-Rocquencourt).
Nodul rutier se află în întregime în pădurea Marly, pe care A13 o traversează pe toată lungimea sa și la a cărei defrișare a contribuit puțin mai mult. Între diferitele benzi ale autostrăzilor, mistreți și căprioare se adăpostesc într-un mic boschet, accesibil din pădurea Marly prin tuneluri.
În timpul marilor retururi spre Paris și dimineața în timpul săptămânii la orele de vârf, constituie un punct de congestionare cronică a traficului, uneori calificat drept „cel mai mare ambuteiaj din Europa”, la fel ca cel de pe autostrada A4 lângă Nogent-sur-Marne. În timpul plecărilor de weekend ale „parizienilor” spre Normandia, vinerea după-amiază și, cu atât mai mult în sezonul frumos, nodul rutier se aglomerează de asemenea.
În general, ambuteiajele provin din blocajele din aval, cele trei benzi ale autostrăzii A13 spre Paris, precum și cele două benzi spre Poissy fiind insuficiente pentru a absorbi traficul auto. Acest lucru este ceva mai puțin adevărat de la trecerea la patru benzi spre Paris în 2011.